# Васка Илиева
Васка Илиева (на македонска литературна норма: Васка Илиева) е народна певица от Македонската фолклорна област.

## Биография
Васка Илиева е родена в скопския квартал Чаир през 1923 година в семейство на музиканти. Баща ѝ е скопянец, майка ѝ е с корени от Костурско. Музикалната си кариера започва през 1950 г. в Държавния ансамбъл „Танец“. Поради ненадминатия ѝ стил на пеене Васка Илиева става много популярна не само в родината си, но и в тогавашна Югославия, както и в България. По време на дългата ѝ кариера нейните почитатели в Република Македония я наричат „Царицата на македонската народна песен“. Васка Илиева записва повече от 800 песни, изнася концерти в Америка, Австралия и Европа. Песните на Васка Илиева са издадени на много малки и дългосвирещи плочи, аудиокасети и компактдискове.
Умира на 4 май 2001 година в родното Скопие.